# Limerick (költészet)
A limerick kötött formájú, ötsoros vers, jellemzően abszurd, humoros vagy obszcén elemekkel. Rímképlete AABBA, a harmadik és negyedik sor általában rövidebb; ritmusa jellemzően jambikus.

## Története
Langford Reed limerick-történész szerint a versforma Franciaországból származik és a 18. században került Nagy-Britanniába. Nevét Limerick ír városról kapta. Az elnevezés első dokumentált megjelenése az angol nyelvben 1898-ból származik (New English Dictionary) 1820-ban és 1822-ben jelentek meg az első angol limerick-gyűjtemények Tizenhat csudálatos agg hölgyek históriája, illetve Tizenöt úriemberek anekdotái és kalandjai címmel. Az angol irodalomban a leghíresebb limerick-költő Edward Lear, ő maga azonban badar versek (nonsense poetry) névvel illette saját költeményeit. A viktoriánus korban Dante Gabriel Rossetti és Alfred Tennyson írt limerickeket.

## Ritmusa
A limerick fontos kelléke a ritmus. A sorok ritmusképlete a következő:
ti - ti - TÁ - ti - ti - TÁ - ti - ti - TÁ (szün)
ti - ti - TÁ - ti - ti - TÁ - ti - ti - TÁ (szün)
ti - ti - TÁ - ti - ti - TÁ
ti - ti - TÁ - ti - ti - TÁ
ti - ti - TÁ - ti - ti - TÁ - ti - ti - TÁ (szün)

## A magyar irodalomban

### Könyv
- Magyar badar, 300 limerik. Válogatta, szerkesztette, az előszót írta: Várady Szabolcs. Budapest, 2002, Európa Könyvkiadó ISBN 9630771691

- "Magyar badar" 246 régi és 154 új limerik 2. kiadás. Válogatta, szerkesztette, az előszót írta: Várady Szabolcs. Budapest, 2011, Syllabux ISBN 978-963-89289-4-8

## Példa
(a ritmushangsúlyok félkövérrel szedve)
Volt egy úr, lakhelye Mozambik,
fenéken harapták a zombik.
Faggatták: „Nagyon fáj?”
Azt mondta: „Ugyanmár.
Eleve is volt már azon lik.”
Varró Dániel